# Vladimir Jovanović
Pour les articles homonymes, voir Jovanović.
Vladimir Jovanović (en serbe cyrillique : Владимир Јовановић), né le 28 septembre 1833 à Šabac et mort le 3 mars 1922 à Belgrade), est un homme politique, économiste et journaliste serbe. Il fut ministre des Finances de son pays. 

## Biographie
Vladimir Jovanović fit en Allemagne des études d'économie et d’agronomie. Il fut ensuite professeur d’économie à la Grande école de Belgrade, qui plus tard allait devenir l’université de Belgrade. 
Sur le plan politique, il fut membre du Parti libéral, ce qui le conduisit à quitter la Serbie en 1860. 
En 1865, il commença à publier le journal franco-serbe "Слобода - La liberté". En 1866, à Pest, il fut un des organisateurs du Parti libéral serbe. Il se donna comme but d'obtenir la liberté politique en Serbie.
En 1869, il fut suspecté d'avoir participé à l’assassinat du Michel III Obrenović mais il fut disculpé. 
En 1872, Vladimir Jovanović rentra en Serbie. Il fut alors élu député à l'Assemblée nationale. Il fut également ministre des Finances de 1876 à 1880. 
Vladimir Jovanović était un penseur libéral. Il était favorable à la liberté individuelle, à la libération nationale ; il était conscient du rôle de l’éducation. Jovanović fut influencé par John Stuart Mill et par le système parlementaire britannique
Vladimir Jovanović écrivit des articles pour les journaux. Il traduisit en serbe Wilhelm Roscher et John Stuart Mill. Il écrivit aussi Les Serbes et la mission de la Serbie dans l’Europe d’Orient (Paris, 1870), The emancipation of the Serbian nation (1873). Son œuvre majeure est un Dictionnaire politique (1872). 
Son fils était Slobodan Jovanović, l'un des meilleurs juristes et historiens serbes du XIXe siècle.

## Ouvrages
- Politički rečnik (Dictionnaire Politique), Novi Sad & Belgrade, vol. I-IV, 1870-1873.
- Za slobodu i narod (Pour la liberté et le peuple), Novi Sad 1868.
- Uspomene (Mémoires), ed. par V. Krestić, BIGZ, Belgrade 1988.